# Сесант (Асти)
Сесант је насеље у Италији у округу Асти, региону Пијемонт.
Према процени из 2011. у насељу је живело 138 становника. Насеље се налази на надморској висини од 200 м.